# خاداکولوب
خاداکولوب (روسی: Хадаколоб)  یک روستا در ناحیه داغستان در کشور روسیه است.